# Tixcacal Quintero
Tixcacal Quintero es una localidad del municipio de Huhí en el estado de Yucatán, localizado en el sureste de México.

## Toponimia
El nombre (Tixcacal Quintero) viene de Tixcacal que proviene del idioma maya y Quintero es un apellido.

## Hechos históricos
- En 1910 cambia su nombre de Tixcacal a Tixcacal Quintero.

## Demografía
Según el censo de 2005 realizado por el INEGI, la población de la localidad era de 102 habitantes, de los cuales 61 eran hombres y 41 eran mujeres.
| 112                         | 248 | 435 | 360 | 316 | 424 | 692 | 664 | 348 | 120 | 135 | 105 | 102 |
| (Fuente: INEGI [Consultar]) |     |     |     |     |     |     |     |     |     |     |     |     |